# 임다애
임다애(1992년 5월 5일 ~ )는 대한민국의 배우, 가수다. 2016년 CF '몽벨 : Wind Ball편'으로 데뷔했다.

## 방송
- 왜그래 풍상씨 (2019)
- 내일은 미스트롯 2 (2020) - Top112

## 음반
- 핸드폰 (2019)
- 코.행.세 (코로나 19 없는 행복한 세상) (2020)
- 평강공주 (2020)
- 난리났네 난리났어 (EDM Ver.) (2021)
- 오매 광주 (2021)

## 영화
- 명당 (2018) - 헌종상궁2 역

## 공연
- 정의의 사람들 (2015)

## CF
- 몽벨 : Wind Ball편 (2016)

## 경력
- 월드스타연예대상 홍보대사 (2019)
- 글로벌 자랑스런 세계인 대상 홍보대사 (2019)